# Louis du Périer
 (juillet 2025).
Louis du Périer (1444-1507) est un riche bourgeois lyonnais, propriétaire et commanditaire de plusieurs riches manuscrits enluminés lors de la Renaissance lyonnaise.

## Biographie
Louis du Périer est l'un des lyonnais les plus importants de la seconde moitié du XVe siècle. Elu consul à quatre reprises, il mène des actions diplomatiques pour la ville. Il sert également l'archevêque, Charles de Bourbon comme courrier puis comme trésorier.
Ses armes sont d’azur à la bande d’or, accompagnée en chef d’une tête de lion arrachée du même, lampassée de gueules et couronnée d’argent, et à la bordure engrêlée de gueules, ce qui en ferait un cadet de la famille Thomassin.  